# خوزه کارلوس فریرا فیلو
خوزه کارلوس فریرا فیلو (به پرتغالی: José Carlos Ferreira Filho) مهاجم اهل برزیل است که در شهر ماسیو و در تاریخ ۲۴ آوریل ۱۹۸۳ به دنیا آمده‌است.
خوزه کارلوس فریرا فیلو در تیم‌های فوتبال Corinthians، پورتو، Vizela، CRB، اولسان هیوندای، Ponte Preta، چونبوک هیوندای موتورز، América، Corinthians Alagoano، Paulista، کروزیرو، Portuguesa، گامبا اوساکا، Portuguesa، Criciúma، باشگاه فوتبال چانگچون یاتای، الشارجه سابقهٔ حضور دارد.